# Лиу, Фиш
Фиш Лиу Чию (англ. Fish Liew, кит. упр. 廖子妤; род. 31 марта 1990, Малайзия) — гонконгская актриса и модель малазийского происхождения.
"Лучшая актриса второго плана" Гонконгской кинопремии за роль Энн Муй в фильме «Анита».

## Биография
Лиу родилась 31 марта 1990 года в Джохор-Бару, Малайзия. За роль в своём первом полнометражном фильме "Вечеринка судного дня" она получила свою первую номинацию как "Лучший новый актер" на 33-й Гонконгской кинопремии.
После этого ещё три раза становилась номинанткой Гонконгской кинопремии за роли в фильмах «Сестринство» (2017), «Лимбо» (2022) и «Ложный приговоро» (2024).
В 2022 победила в номинации "Лучшая актриса второго плана" за роль Энн Муй в фильме «Анита».

## Личная жизнь
По состоянию на февраль 2024 года Лью встречается с актёром Сурьей Ло.

## Избранная фильмография
| Год  |   | Русское название             | Оригинальное название       | Роль                     |
| ---- | - | ---------------------------- | --------------------------- | ------------------------ |
| 2024 | ф | Воины сумерек: Осада Коулуна | Gau lung sing zaai wai sing | Фанни                    |
| 2024 | ф | Стол для шестерых 2          | Faan hei gong sum 2         | мать Чань                |
| 2024 | ф | Всё будет хорошо             | Cung gam ji hau             | Фанни Ву                 |
| 2024 | ф | 55-й элемент                 | Fan sing                    | Зоуи                     |
| 2023 | ф | Ложный приговор              | Duk sit daai zong           | Виктория Чун             |
| 2022 | ф | Стол для шестерых            | Faan fu gung sam            | мать Чань                |
| 2021 | ф | Лимб                         | Limbo                       | Коко                     |
| 2021 | ф | Анита                        | Anita                       | Энн Муй                  |
| 2018 | ф | Улица Чунъин, 1              | Zung jing gaai 1 hou        | Лэй Сивай / Лэй Лайва    |
| 2018 | ф | Особенность                  | Fei tung faan hoeng         | Сёнь                     |
| 2017 | ф | Любовь в клубах дыма 3       | Chun giu gau chi ming       | близняшка в ночном клубе |
| 2017 | ф | Сестринство                  | Gwut mui                    | Лэй Сиси в молодости     |
| 2015 | ф | Невинность на продажу        | Tung baan tung hok          | Элис                     |
| 2014 | ф | Сумерки онлайн               | Doomsday                    | Чань Сиумань             |
| 2013 | ф | Вечеринка судного дня        | Doomsday Party              | Фиш                      |